# Lista de prêmios e indicações recebidos por Quentin Tarantino
Desde o início de sua carreira, o cineasta estadunidense Quentin Tarantino recebeu um total de 59 prêmios, tendo sido indicado a 146. Os vistos como com maior relevância são os 2 Oscars de Melhor Roteiro Original nos anos de 1995 e 2013 por conta de seus trabalhos em Pulp Fiction e Django Unchained, respectivamente, além de seus 4 Globos de Ouro (sendo 3 por Melhor Roteiro), 1 Palma de Ouro, 2 BAFTA (ambos de Melhor Roteiro Original), 4 Critics' Choice Movie Awards, 2 Empire Awards e 9 National Board of Review.
O primeiro filme escrito e dirigido por Tarantino, Reservoir Dogs obteve uma boa recepção crítica (com 89% de aprovação da crítica no Rotten Tomatoes), que, junto ao sucesso imediato que o longa obteve no Reino Unido, chegando a ser considerado o "melhor filme independente já feito" pela revista Empire, foi levado a apresentar-se e ser premiado em diversos festivais internacionais, como o Festival Internacional de Cinema de Chicago, Festival de Estocolmo, Festival de Cinema de Sitges, Festival Internacional de Cinema de Toronto e o Festival Sundance de Cinema.

## Prêmios e indicações
| Premiação                                   | Ano                     | Categoria                                          | Trabalho                             | Resultado    | Ref.                |
| ------------------------------------------- | ----------------------- | -------------------------------------------------- | ------------------------------------ | ------------ | ------------------- |
| AACTA International Awards                  | 1995                    | Melhor Filme Estrangeiro                           | Pulp Fiction                         | Indicado     | [ 3 ]               |
| AACTA International Awards                  | 2012                    | Melhor Roteiro                                     | Django Unchained                     | Venceu       | [ 4 ] [ 5 ]         |
| AACTA International Awards                  | 2019                    | Melhor Filme                                       | Once Upon a Time in Hollywood        | Indicado     | [ 6 ] [ 7 ]         |
| AACTA International Awards                  | 2019                    | Melhor Diretor                                     | Once Upon a Time in Hollywood        | Venceu       | [ 6 ] [ 7 ]         |
| AACTA International Awards                  | 2019                    | Melhor Roteiro                                     | Once Upon a Time in Hollywood        | Indicado     | [ 6 ] [ 7 ]         |
| Academy Awards                              | 1995                    | Melhor Diretor                                     | Pulp Fiction                         | Indicado     | [ 8 ] [ 3 ]         |
| Academy Awards                              | 1995                    | Melhor Roteiro Original                            | Pulp Fiction                         | Venceu       | [ 8 ] [ 3 ]         |
| Academy Awards                              | 2010                    | Melhor Diretor                                     | Inglorious Basterds                  | Indicado     | [ 9 ] [ 10 ]        |
| Academy Awards                              | 2010                    | Melhor Roteiro Original                            | Inglorious Basterds                  | Indicado     | [ 9 ] [ 10 ]        |
| Academy Awards                              | 2013                    | Melhor Roteiro Original                            | Django Unchained                     | Venceu       | [ 11 ] [ 5 ]        |
| Academy Awards                              | 2020                    | Melhor Filme                                       | Once Upon a Time in Hollywood        | Indicado     | [ 12 ] [ 7 ]        |
| Academy Awards                              | 2020                    | Melhor Diretor                                     | Once Upon a Time in Hollywood        | Indicado     | [ 12 ] [ 7 ]        |
| Academy Awards                              | 2020                    | Melhor Roteiro Original                            | Once Upon a Time in Hollywood        | Indicado     | [ 12 ] [ 7 ]        |
| Amandaprisen                                | 2004                    | Melhor Filme Estrangeiro                           | Kill Bill: Volume 2                  | Indicado     | [ 13 ]              |
| Amandaprisen                                | 2013                    | Melhor Filme Estrangeiro                           | Django Unchained                     | Indicado     | [ 5 ]               |
| Amandaprisen                                | 2020                    | Melhor Filme Estrangeiro                           | Once Upon a Time in Hollywood        | Indicado     | [ 7 ]               |
| AFI Awards                                  | 2020                    | Melhor Filme                                       | Once Upon a Time in Hollywood        | Venceu       | [ 7 ]               |
| Austin Film Awards                          | 2009                    | Filme da Década                                    | Kill Bill (Volume 1 e 2)             | Indicado     | [ 14 ] [ 13 ]       |
| Austin Film Awards                          | 2012                    | Melhor Filme                                       | Django Unchained                     | Indicado     | [ 5 ]               |
| Austin Film Awards                          | 2015                    | Melhor Diretor                                     | The Hateful Eight                    | Indicado     | [ 15 ] [ 16 ]       |
| Austin Film Awards                          | 2015                    | Melhor Roteiro Original                            | The Hateful Eight                    | Indicado     | [ 15 ] [ 16 ]       |
| AFCA Awards                                 | 2014                    | Melhor Filme Internacioal (Língua Inglesa)         | Django Unchained                     | Venceu       | [ 17 ] [ 5 ]        |
| AFCA Awards                                 | 2020                    | Melhor Filme Internacioal (Língua Inglesa)         | Once Upon a Time in Hollywood        | Indicado     | [ 7 ]               |
| BAFTA                                       | 1995                    | Melhor Diretor                                     | Pulp Fiction                         | Indicado     | [ 18 ] [ 3 ]        |
| BAFTA                                       | 1995                    | Melhor Roteiro Original                            | Pulp Fiction                         | Venceu       | [ 18 ] [ 3 ]        |
| BAFTA                                       | 2010                    | Melhor Diretor                                     | Inglorious Basterds                  | Indicado     | [ 19 ] [ 10 ]       |
| BAFTA                                       | 2010                    | Melhor Roteiro Original                            | Inglorious Basterds                  | Indicado     | [ 19 ] [ 10 ]       |
| BAFTA                                       | 2013                    | Melhor Diretor                                     | Django Unchained                     | Indicado     | [ 20 ] [ 5 ]        |
| BAFTA                                       | 2013                    | Melhor Roteiro Original                            | Django Unchained                     | Venceu       | [ 20 ] [ 5 ]        |
| BAFTA                                       | 2016                    | Melhor Roteiro Original                            | The Hateful Eight                    | Indicado     | [ 21 ] [ 16 ]       |
| BAFTA                                       | 2020                    |                                                    |                                      |              |                     |
| BAFTA                                       | Melhor Filme            | Once Upon a Time in Hollywood                      | Indicado                             | [ 22 ] [ 7 ] |                     |
| BAFTA                                       | Melhor Diretor          | Once Upon a Time in Hollywood                      | Indicado                             | [ 22 ] [ 7 ] |                     |
| BAFTA                                       | Melhor Roteiro Original | Once Upon a Time in Hollywood                      | Indicado                             | [ 22 ] [ 7 ] |                     |
| BAFTA Britannia Awards                      | 2012                    | Britannia Award por Excelência em Direção          | Quentin Tarantino                    | Venceu       | [ 23 ]              |
| Bodil Awards                                | 2014                    | Melhor Filme Americano                             | Django Unchained                     | Indicado     | [ 5 ]               |
| Bodil Awards                                | 2020                    | Melhor Filme Americano                             | Once Upon a Time in Hollywood        | Indicado     | [ 7 ]               |
| BSFC Awards                                 | 1994                    | Melhor Filme                                       | Pulp Fiction                         | Venceu       | [ 3 ]               |
| BSFC Awards                                 | 1994                    | Melhor Diretor                                     | Pulp Fiction                         | Venceu       | [ 3 ]               |
| BSFC Awards                                 | 1994                    | Melhor Roteiro                                     | Pulp Fiction                         | Venceu       | [ 3 ]               |
| César Awards                                | 1995                    | Melhor Filme Estrangeiro                           | Pulp Fiction                         | Indicado     | [ 3 ]               |
| César Awards                                | 2014                    | Melhor Filme Estrangeiro                           | Django Unchained                     | Indicado     | [ 5 ]               |
| César Awards                                | 2020                    | Melhor Filme Estrangeiro                           | Once Upon a Time in Hollywood        | Indicado     | [ 7 ]               |
| Critics' Choice Movie Awards                | 2010                    | Melhor Diretor                                     | Inglorious Basterds                  | Indicado     | [ 24 ]              |
| Critics' Choice Movie Awards                | 2010                    | Melhor Roteiro Original                            | Inglorious Basterds                  | Venceu       | [ 24 ]              |
| Critics' Choice Movie Awards                | 2013                    | Melhor Roteiro Original                            | Django Unchained                     | Venceu       | [ 25 ] [ 5 ]        |
| Critics' Choice Movie Awards                | 2016                    | Melhor Roteiro Original                            | The Hateful Eight                    | Indicado     | [ 26 ]              |
| Critics' Choice Movie Awards                | 2020                    | Melhor Diretor                                     | Once Upon a Time in Hollywood        | Indicado     | [ 27 ] [ 7 ]        |
| Critics' Choice Movie Awards                | 2020                    | Melhor Roteiro Original                            | Once Upon a Time in Hollywood        | Venceu       | [ 27 ] [ 7 ]        |
| Critics' Choice Movie Awards                | 2020                    | Melhor Filme                                       | Once Upon a Time in Hollywood        | Venceu       | [ 27 ] [ 7 ]        |
| CFCA Awards                                 | 1993                    | Melhor Filme                                       | Reservoir Dogs                       | Indicado     | [ 28 ]              |
| CFCA Awards                                 | 1993                    | Melhor Diretor                                     | Reservoir Dogs                       | Indicado     | [ 28 ]              |
| CFCA Awards                                 | 1995                    | Melhor Filme                                       | Pulp Fiction                         | Indicado     | [ 3 ]               |
| CFCA Awards                                 | 1995                    | Melhor Diretor                                     | Pulp Fiction                         | Venceu       | [ 3 ]               |
| CFCA Awards                                 | 1995                    | Melhor Roteiro                                     | Pulp Fiction                         | Venceu       | [ 3 ]               |
| CFCA Awards                                 | 2012                    | Melhor Roteiro Original                            | Django Unchained                     | Indicado     | [ 5 ]               |
| CFCA Awards                                 | 2015                    | Melhor Roteiro Original                            | The Hateful Eight                    | Indicado     | [ 16 ]              |
| David di Donatello Awards                   | 1995                    | Melhor Filme Estrangeiro                           | Pulp Fiction                         | Venceu       | [ 3 ]               |
| David di Donatello Awards                   | 2013                    | Melhor Filme Estrangeiro                           | Django Unchained                     | Venceu       | [ 5 ]               |
| David di Donatello Awards                   | 2020                    | Melhor Filme Estrangeiro                           | Once Upon a Time in Hollywood        | Venceu       | [ 7 ]               |
| Directors Guild of America Awards           | 1995                    | Conquista Diretiva Excepcional em Filme            | Pulp Fiction                         | Indicado     | [ 3 ]               |
| Directors Guild of America Awards           | 2020                    | Conquista Diretiva Excepcional em Filme            | Once Upon a Time in Hollywood        | Indicado     | [ 7 ]               |
| Edgar Allan Poe Awards                      | 1995                    | Melhor Filme                                       | Pulp Fiction                         | Venceu       | [ 3 ]               |
| Empire Awards                               | 1995                    | Melhor Diretor                                     | Pulp Fiction                         | Venceu       | [ 3 ]               |
| Empire Awards                               | 2004                    | Melhor Filme                                       | Kill Bill: Volume 1                  | Indicado     | [ 14 ]              |
| Empire Awards                               | 2004                    | Melhor Diretor                                     | Kill Bill: Volume 1                  | Venceu       | [ 14 ]              |
| Empire Awards                               | 2004                    | Cena do Ano                                        | Kill Bill: Volume 1                  | Indicado     | [ 14 ]              |
| Empire Awards                               | 2005                    | Melhor Filme                                       | Kill Bill: Volume 2                  | Indicado     | [ 13 ]              |
| Empire Awards                               | 2005                    | Melhor Diretor                                     | Kill Bill: Volume 2                  | Indicado     | [ 13 ]              |
| Empire Awards                               | 2005                    | Cena do Ano                                        | Kill Bill: Volume 2                  | Indicado     | [ 13 ]              |
| Empire Awards                               | 2008                    | Melhor Terror                                      | Death Proof                          | Indicado     | [ 29 ]              |
| Empire Awards                               | 2013                    | Melhor Filme                                       | Django Unchained                     | Indicado     | [ 5 ]               |
| Empire Awards                               | 2013                    | Melhor Diretor                                     | Django Unchained                     | Indicado     | [ 5 ]               |
| Empire Awards                               | 2016                    | Melhor Filme                                       | The Hateful Eight                    | Indicado     | [ 16 ]              |
| Empire Awards                               | 2016                    | Melhor Roteiro                                     | The Hateful Eight                    | Indicado     | [ 16 ]              |
| European Film Awards                        | 2003                    | Melhor Filme Não-Europeu                           | Kill Bill: Volume 1                  | Indicado     | [ 14 ]              |
| Festival de Cannes                          | 1994                    | Palma de Ouro                                      | Pulp Fiction                         | Venceu       | [ 30 ] [ 3 ]        |
| Festival de Cannes                          | 2007                    | Palma de Ouro                                      | Death Proof                          | Indicado     | [ 31 ] [ 32 ]       |
| Festival de Cannes                          | 2009                    | Palma de Ouro                                      | Inglourious Basterds                 | Indicado     | [ 33 ]              |
| Festival de Cannes                          | 2019                    | Palma de Ouro                                      | Once Upon a Time in Hollywood        | Indicado     | [ 34 ] [ 7 ]        |
| Festival de Chicago                         | 1992                    | Melhor Filme                                       | Reservoir Dogs                       | Indicado     | [ 28 ]              |
| Festival de Estocolmo                       | 1992                    | Cavalo de Bronze                                   | Reservoir Dogs                       | Venceu       | [ 28 ]              |
| Festival de Estocolmo                       | 1994                    | Cavalo de Bronze                                   | Pulp Fiction                         | Venceu       | [ 3 ]               |
| Festival de Estocolmo                       | 1994                    | Melhor Roteiro                                     | Pulp Fiction                         | Venceu       | [ 3 ]               |
| Festival de Locarno                         | 2019                    | Variety Piazza Grande Award                        | Once Upon a Time in Hollywood        | Indicado     | [ 7 ]               |
| Festival de Sitges                          | 1992                    | Melhor Diretor                                     | Reservoir Dogs                       | Venceu       | [ 28 ]              |
| Festival de Sitges                          | 1992                    | Melhor Roteiro                                     | Reservoir Dogs                       | Venceu       | [ 28 ]              |
| Festival de Sitges                          | 2003                    | Melhor Longa-Metragem (Audience Award)             | Kill Bill: Volume 1                  | Venceu       | [ 14 ]              |
| Festival de Sundance                        | 1992                    | Grand Jury Prize (Drama)                           | Reservoir Dogs                       | Indicado     | [ 28 ]              |
| Festival de Toronto                         | 1992                    | International Critics' Award (FIPRESCI)            | Reservoir Dogs                       | Indicado     | [ 35 ] [ 28 ]       |
| Globo de Ouro                               | 1995                    | Melhor Filme de Drama                              | Pulp Fiction                         | Indicado     | [ 36 ] [ 37 ] [ 3 ] |
| Globo de Ouro                               | 1995                    | Melhor Diretor                                     | Pulp Fiction                         | Indicado     | [ 36 ] [ 37 ] [ 3 ] |
| Globo de Ouro                               | 1995                    | Melhor Roteiro                                     | Pulp Fiction                         | Venceu       | [ 36 ] [ 37 ] [ 3 ] |
| Globo de Ouro                               | 2010                    | Melhor Filme de Drama                              | Inglorious Basterds                  | Indicado     | [ 38 ] [ 10 ]       |
| Globo de Ouro                               | 2010                    | Melhor Diretor                                     | Inglorious Basterds                  | Indicado     | [ 38 ] [ 10 ]       |
| Globo de Ouro                               | 2010                    | Melhor Roteiro                                     | Inglorious Basterds                  | Indicado     | [ 38 ] [ 10 ]       |
| Globo de Ouro                               | 2013                    | Melhor Filme de Drama                              | Django Unchained                     | Indicado     | [ 39 ] [ 5 ]        |
| Globo de Ouro                               | 2013                    | Melhor Diretor                                     | Django Unchained                     | Indicado     | [ 39 ] [ 5 ]        |
| Globo de Ouro                               | 2013                    | Melhor Roteiro                                     | Django Unchained                     | Venceu       | [ 39 ] [ 5 ]        |
| Globo de Ouro                               | 2016                    | Melhor Roteiro                                     | The Hateful Eight                    | Indicado     | [ 40 ]              |
| Globo de Ouro                               | 2020                    | Melhor Filme de Comédia ou Musical                 | Once Upon a Time in Hollywood        | Venceu       | [ 41 ] [ 7 ]        |
| Globo de Ouro                               | 2020                    | Melhor Diretor                                     | Once Upon a Time in Hollywood        | Indicado     | [ 41 ] [ 7 ]        |
| Globo de Ouro                               | 2020                    | Melhor Roteiro                                     | Once Upon a Time in Hollywood        | Venceu       | [ 41 ] [ 7 ]        |
| Kinema Junpo Awards                         | 1995                    | Melhor Diretor de Filme em Língua Estrangeira      | Pulp Fiction                         | Venceu       | [ 3 ]               |
| Kinema Junpo Awards                         | 2020                    | Melhor Filme Estrangeiro                           | Once Upon a Time in Hollywood        | Indicado     | [ 7 ]               |
| Kinema Junpo Awards                         | 2020                    | Melhor Filme Estrangeiro (Readers' Choice Awards)  | Once Upon a Time in Hollywood        | Indicado     | [ 7 ]               |
| London Critics Circle Film Awards           | 1994                    | Novato do Ano                                      | Reservoir Dogs                       | Venceu       | [ 28 ]              |
| London Critics Circle Film Awards           | 1995                    | Filme do Ano                                       | Pulp Fiction                         | Indicado     | [ 3 ]               |
| London Critics Circle Film Awards           | 1995                    | Diretor do Ano                                     | Pulp Fiction                         | Indicado     | [ 3 ]               |
| London Critics Circle Film Awards           | 1995                    | Roteirista do Ano                                  | Pulp Fiction                         | Venceu       | [ 3 ]               |
| London Critics Circle Film Awards           | 2013                    | Roteirista do Ano                                  | Django Unchained                     | Indicado     | [ 5 ]               |
| Los Angeles Film Critics Association Awards | 1994                    | Melhor Filme                                       | Pulp Fiction                         | Venceu       | [ 42 ] [ 3 ]        |
| Los Angeles Film Critics Association Awards | 1994                    | Melhor Diretor                                     | Pulp Fiction                         | Venceu       | [ 42 ] [ 3 ]        |
| Los Angeles Film Critics Association Awards | 1994                    | Melhor Roteiro                                     | Pulp Fiction                         | Venceu       | [ 42 ] [ 3 ]        |
| Nastro d'Argento                            | 1995                    | Melhor Diretor Estrangeiro                         | Pulp Fiction                         | Indicado     | [ 3 ]               |
| Nastro d'Argento                            | 2004                    | Melhor Diretor Estrangeiro                         | Kill Bill: Volume 1                  | Indicado     | [ 14 ]              |
| National Board of Review                    | 1994                    | Melhor Filme                                       | Pulp Fiction                         | Venceu       | [ 43 ] [ 3 ]        |
| National Board of Review                    | 1994                    | Dez Melhores Filmes                                | Pulp Fiction                         | Venceu       | [ 43 ] [ 3 ]        |
| National Board of Review                    | 1994                    | Melhor Diretor                                     | Pulp Fiction                         | Venceu       | [ 43 ] [ 3 ]        |
| National Board of Review                    | 2009                    | Dez Melhores Filmes                                | Inglorious Basterds                  | Venceu       | [ 44 ] [ 10 ]       |
| National Board of Review                    | 2012                    | Dez Melhores Filmes                                | Django Unchained                     | Venceu       | [ 45 ] [ 5 ]        |
| National Board of Review                    | 2015                    | Dez Melhores Filmes                                | The Hateful Eight                    | Venceu       | [ 46 ] [ 47 ]       |
| National Board of Review                    | 2015                    | Melhor Roteiro Original                            | The Hateful Eight                    | Venceu       | [ 46 ] [ 47 ]       |
| National Board of Review                    | 2019                    | Dez Melhores Filmes                                | Once Upon a Time in Hollywood        | Venceu       | [ 48 ] [ 7 ]        |
| National Board of Review                    | 2019                    | Melhor Diretor                                     | Once Upon a Time in Hollywood        | Venceu       | [ 48 ] [ 7 ]        |
| National Film Preservation Board            | 2013                    | National Film Registry                             | Pulp Fiction                         | Venceu       | [ 3 ]               |
| National Society of Film Critic Awards      | 1995                    | Melhor Filme                                       | Pulp Fiction                         | Venceu       | [ 3 ]               |
| National Society of Film Critic Awards      | 1995                    | Melhor Diretor                                     | Pulp Fiction                         | Venceu       | [ 3 ]               |
| National Society of Film Critic Awards      | 1995                    | Melhor Roteiro                                     | Pulp Fiction                         | Venceu       | [ 3 ]               |
| National Society of Film Critic Awards      | 2020                    | Melhor Filme                                       | Once Upon a Time in Hollywood        | Indicado     | [ 7 ]               |
| National Society of Film Critic Awards      | 2020                    | Melhor Roteiro                                     | Once Upon a Time in Hollywood        | Indicado     | [ 7 ]               |
| New York Film Critics Circle Awards         | 1992                    | Melhor Novo Diretor                                | Reservoir Dogs                       | Indicado     | [ 49 ]              |
| New York Film Critics Circle Awards         | 1994                    | Melhor Filme                                       | Pulp Fiction                         | Indicado     | [ 3 ]               |
| New York Film Critics Circle Awards         | 1994                    | Melhor Diretor                                     | Pulp Fiction                         | Venceu       | [ 3 ]               |
| New York Film Critics Circle Awards         | 1994                    | Melhor Roteiro                                     | Pulp Fiction                         | Venceu       | [ 3 ]               |
| Prêmios da Academia do Japão                | 1995                    | Melhor Filme Estrangeiro                           | Pulp Fiction                         | Indicado     | [ 3 ]               |
| Prêmios da Academia do Japão                | 2014                    | Melhor Filme Estrangeiro                           | Django Unchained                     | Indicado     | [ 5 ]               |
| Prêmios da Academia do Japão                | 2020                    | Melhor Filme Estrangeiro                           | Once Upon a Time in Hollywood        | Indicado     | [ 7 ]               |
| Scream Awards                               | 2006                    | Prêmio Mastermind                                  | Quentin Tarantino e Robert Rodriguez | Venceu       | [ 50 ]              |
| Scream Awards                               | 2007                    | Melhor Filme de Horror                             | Grindhouse                           | Indicado     | [ 51 ]              |
| Silver Condor Awards                        | 2017                    | Melhor Filme Estrangeiro (em Língua Não-Espanhola) | The Hateful Eight                    | Indicado     | [ 47 ]              |
| Spirit Awards                               | 1993                    | Melhor Diretor                                     | Reservoir Dogs                       | Indicado     | [ 49 ]              |
| Spirit Awards                               | 1993                    | Melhor Primeiro Filme                              | Reservoir Dogs                       | Indicado     | [ 49 ]              |
| Spirit Awards                               | 1995                    | Melhor Filme                                       | Pulp Fiction                         | Venceu       | [ 3 ]               |
| Spirit Awards                               | 1995                    | Melhor Diretor                                     | Pulp Fiction                         | Venceu       | [ 3 ]               |
| Spirit Awards                               | 1995                    | Melhor Roteiro                                     | Pulp Fiction                         | Venceu       | [ 3 ]               |
| Vancouver Film Critics Circle               | 2013                    | Melhor Roteiro                                     | Django Unchained                     | Indicado     | [ 52 ] [ 5 ]        |
| Vancouver Film Critics Circle               | 2020                    | Melhor Roteiro                                     | Once Upon a Time in Hollywood        | Indicado     | [ 53 ] [ 7 ]        |
| Village Voice Film Poll                     | 2003                    | Melhor Filme                                       | Kill Bill: Volume 1                  | Indicado     | [ 14 ]              |
| Village Voice Film Poll                     | 2003                    | Melhor Diretor                                     | Kill Bill: Volume 1                  | Indicado     | [ 14 ]              |
| Village Voice Film Poll                     | 2012                    | Melhor Roteiro                                     | Django Unchained                     | Indicado     | [ 5 ]               |